# Centro de Estudos Latino Americano e Caribenho
O Centro de Estudos Latino Americano e Caribenho (CLACS) é parte do Instituto de Pesquisa em Línguas Modernas (Institute of Modern Languages Research) da Escola de Estudo Avançado (School of Advanced Study) da Universidade de Londres (University of London). O centro é localizado no marco histórico da Senate House building no coração de Bloomsbury, em Londres (Reino Unido).

## História
O centro foi estabelecido em Abril de 2021 e continua as atividades do Institute of Latin American Studies (ILAS), fundado em 1965.

## Missão
CLACS é um centro interdisciplinar comprometido em facilitar o trabalho da comunidade de pesquisadoras/es e acadêmicas/os dedicados a temas da América Latina e Caribe no Reino Unido e ao redor do mundo.

## Atividades
CLACS promove uma série de eventos públicos e acadêmicos. O centro oferece programas de doutorado, treinamento de jovens pesquisadoras/es, recebe pesquisadoras/es visitantes, disponibiliza recursos de pesquisa online, conduz seus próprios programas de pesquisa com financiamento externo e facilita o trabalho de pesquisadoras/es dedicados a temas da América Latina e Caribe no Reino Unido e ao redor do mundo.
O centro promove pesquisa em diversas áreas do conhecimento no campo das humanidades e ciências sociais. Além disso, o centro cultiva laços com organizações culturais, diplomáticas e empresariais com interesses na América Latina.

## Projetos de Pesquisa
- The Juridification of Resource Conflicts (BA/GCRF)
- The Legal Cultures of the Subsoil (ESRC)
- Commodities of Empire (AHRC)

## Recursos
- Research Portal
- Library and E-Resources
- The Caribbean Studies Collection
- The Legal Cultures of the Subsoil Database

## Publicações
CLACS possuí uma biblioteca de excelência mundial, incluindo uma coleção dedicada aos estudos da América Latina e Caribe localizada na Biblioteca da Senate House. CLACS também administra a prestigiosa revista Journal of Latin American Studies (JLAS).

## References
1. ↑  «Senate House Library Latin American Studies Collection»
2. ↑  «Journal of Latin American Studies»